# Deklination (magnetisk)
 For alternative betydninger, se Deklination. (Se også artikler, som begynder med Deklination)
Magnetisk deklination er den lokale afvigelse, der er mellem den nordretning, som et magnetkompas udpeger, og retningen til jordens geografiske nordpol. Den magnetiske deklination varierer med tiden. I det skandinaviske område ændrer deklinationen sig med 0,1-0,2° hvert år. Desuden er der en langt større geografisk variation. For Danmark svinger deklinationen i 2005 fra 0° ud for den jyske vestkyst til 3° på Bornholm. Er deklinationen positiv, betyder det, at en kompasnål peger øst for den geografiske nordpol. Den magnetiske deklination, eller misvisningen som den også kaldes, er kun aktuelt ved et magnetkompas, og vil ikke være tilstede ved for eksempel et gyro- eller GPS kompas.